# نالفرافين
نالفرافين
نالفرافين (INN،USAN )  (اسم العلامة التجارية ريميتش؛ أسماء رمز التنمية السابقة TRK-820، AC-820، MT-9938) هو مضاد للحكة (دواء مضاد للحكة) من الأدوية التي يتم تسويقها في اليابان لعلاج الحكة اليوريمية في الأفراد الذين يعانون من أمراض الكلى المزمنة التي تمر بعملية غسيل الكلى. وهو يعمل كمحفز مستقبلات κ-أفيونيات قوية (KOR)، وهو أول وحاليا الوحيد ناهض KOR الانتقائية التي تمت الموافقة عليها للاستخدام السريري. ويشار إليها أيضا باسم «الادوية الأفيونية غير المخدرة الأولى» في التاريخ .

## التاريخ
نالفرافين مشتق من التعديل الهيكلي من النالتريكسون مضاد الأفيونيات. تم تصنيعه لأول مرة وتميزه في عام 1998،  وتمت الموافقة عليه للاستخدام السريري في اليابان كدواء عن طريق الوريد تحت اسم العلامة التجارية ريميتش في عام 2009. كما طالب المطور من نالفورافين الموافقة في أوروبا تحت اسم العلامة التجارية وينفوران، ولكن تم رفض طلب التخويل التسويق من قبل وكالة الأدوية الأوروبية. وقد تم تطوير الدواء في الأصل كمسكن في الجراحة، ولكن في حين كان فعالا في النماذج الحيوانية من الإحساس بالألم، كان يعاد استخدامه كمادة مضادة للحكة في جرعات علاج أقل بسبب حدوث غير مقبول على ما يبدو من الآثار المهدئة في البشر. اعتبارا من عام 2015، نالفورفين هو أيضا في التجارب السريرية لعلاج الحكة الركودي في اليابان للمرضى الذين يعانون من أمراض الكبد المزمنة، وعلاج الحكة اليوريمي في الولايات المتحدة.

## الآثار
خلافا لغيرها من محفزات KOR ، نالفورفين لا تنتج آثار الهلوسة في البشر. وحقن عضلي واحد يصل إلى 30 ميكروغرام يمكن تحمله بشكل جيد من قبل البشر، في حين أن جرعة قدرها 40 ميكروغرام تنتج «آثار جانبية سلوكية / نفسية معتدلة» (ربما تشير إلى التخدير)، على الرغم من أنها لم تنتج على ما يبدو أي آثار نفسية أو مضللة. . في القوارض، تم العثور على جرعة منخفضة من نالفورفين (10-40 ميكروغرام / كغم) لا تنتج تفضيلات مكان مكيفة أو النفور، على الرغم من أن جرعة عالية (80 ميكروغرام / كلغ) لم تحدث نفور مكان كبير. وكان التأثير الجانبي الأكثر شيوعا للجرعة المنخفضة من نالفورفين ينظر في التجارب السريرية الأرق (لوحظ في 10-15٪ من المرضى)، مع بعض الآثار السلبية الأخرى التي لوحظت. وبالإضافة إلى ذلك، لم يتم العثور على التحمل للآثار المضادة للحكة من نالفورافين بعد علاج المرضى الذين يعانون من خلال الأدوية لمدة سنة واحدة، ونالفورفين لم تظهر أي دليل على الاعتماد الجسدي ولا النفسي في البشر. يظهر الدواء أيضا أدلة أقل من الأدلة لآثار مثل تسكين وتخدير في الحيوانات نسبة إلى غيرها من منبهات KOR . في الحيوانات، نالفورفين تنتج المضادة للخدش، مضادات للألم، مهدئ، وآثار مدر للبول.

## آلية العمل
نالفرافين هو يؤخذ بالفم، مركزيا، قوي جدا، انتقائي كامل للمستقبلات الأفيونية (KOR = 75 pM؛ EC50 = 25 جزء في المليون). كما لمست على أعلاه، يظهر نالفورفين خصائص غير نمطية كما محفز KOR نسبة إلى أدوية أخرى. وعلى وجه الخصوص، فإنه لا بديل تماما للنموذج محفز KOR U-50488 في القوارض، مما يدل على الاختلافات النوعية في الآثار التمييزية للمركبين. وعلاوة على ذلك، على عكس U-50488، وتنتج لا مكانة النفور مكان أو تفضيل في القوارض. الدواء هو مشتق 4,5-إبوكسيمورفينان، وهي فريدة من نوعها هيكليا نسبة إلى غيرها من محفزات KOR . قد يكون نالفرافين محفزات منحازة من KOR أو من نوع KOR ناهض انتقائي. في الواقع، تم العثور على أنه بمثابة مناهض متحيز من كور، ويفضل تفعيل الإشارات β-أرتسين في المختبر، ولكن من المفارقات، β-أرتشين يبدو أن يكون مسؤولا عن النفور الناجم عن محفزات KOR،, كما يظهر نالفورافين والآثار المتناقضة في الجسم الحي التي لا تتفق مع شاكلة في المختبر. على هذا النحو، هناك حاجة إلى مزيد من البحوث لتوضيح آليات وآثار متميزة من هذا الدواء.
تم العثور على نالفرافين في المختبر لربط مستقبلات μ- الأفيونية وامتلاك نشاط محفز جزئي ضعيف في هذا الموقع، وإن كان مع تقارب أقل بكثير بالنسبة إلى KOR. ومع ذلك، في الجسم الحي، لم يظهر نالفورافين أي مؤشرات على محفز أو مثبط MOR في الحيوانات أو البشر، بما في ذلك أي دليل على آثار مجزية أو تعزيز أو الاعتماد البدني.

## البحوث
وقد وجد نالفورافين لتكون فعالة في مجموعة متنوعة من النماذج الحيوانية ذات الصلة لاستعمال الدواء بصورة سيئة والإدمان، والاعتماد، ويمكن أن تمثل معالجة محتملة جديدة لهذه الأمراض.
في القوارض، الدواء يخفف من الآثار التمييزية والمجزية من الكوكايين والآثار المجزية والحركية للمورفين، ويقلل من تأثير ميكافيلامين عجل عجل من انسحاب النيكوتين.